# Trou-du-Nord
Trou-du-Nord (en criollo haitiano Twou dinò) es una comuna de Haití que está situada en el distrito de Trou-du-Nord, del departamento de Noreste.

## Historia
Antiguamente se denominaba Trou-de-Jacquesil.

## Secciones
Está formado por las secciones de:
- Garcin
- Roucou (que abarca la villa de Trou-du-Nord)
- Roche Plate

## Demografía
| Gráfica de evolución demográfica de Trou-du-Nord entre 2009 y 2015 |
|                                                                    |

Los datos demográficos contemplados en este gráfico de la comuna de Trou-du-Nord son estimaciones que se han cogido de 2009 a 2015 de la página del Instituto Haitiano de Estadística e Informática (IHSI). 